# باتريك أريكسون-أولسون
باتريك أريكسون-أولسون (بالسويدية: Patrik Eriksson-Ohlsson)‏ هو لاعب كرة قدم سويدي في مركز الدفاع، ولد في 9 أغسطس 1974. لعب مع نادي يورغوردينس.